# If Only
If Only (alternativ If only – Rendezvous mit dem Schicksal) ist eine US-amerikanisch-britische Tragikomödie von Gil Junger aus dem Jahr 2004.

## Handlung
Die Amerikanerin und Musikerin Samantha Andrews sowie der Brite Ian Wyndham führen eine Beziehung und leben gemeinsam in London. Die Beziehung leidet darunter, dass Ian eher mit seinem Job als mit Sam liiert zu sein scheint.
Eines Abends, nach einem Streit mit Ian, verunglückt Samantha tödlich als ihr Taxi in einen Autounfall verwickelt wird. Sams plötzlicher Tod erschüttert Ian. Am nächsten Morgen stellt er jedoch fest, dass er erneut denselben Tag durchlebt, an welchem seine Freundin noch lebte. Alle Geschehnisse jenes schicksalhaften Tages finden unausweichlich wieder in abgeänderter Form statt, so sehr er sich auch bemüht, das Schicksal zu ändern. 
Ian versucht, Samantha seine Liebe zu zeigen sowie auch ihren Tod zu vermeiden. Jedoch merkt er recht schnell, dass er nichts dagegen tun kann.
Ian ändert sich und wird offener. Er versucht, den Tag so perfekt wie möglich zu gestalten und das verhängnisvolle Ende zu verhindern. Als Samantha sich abends wieder in das fragliche Taxi setzt, steigt er bewusst zu ihr in den Wagen und setzt sich auf die Seite, auf die kurz nach der Abfahrt ein anderer Wagen prallen wird. So stirbt dieses Mal Ian anstelle von Samantha.

## Kritiken
„Romantische Tragikomödie, die für einen Independent-Film erstaunlich viele klassische Hollywood-Muster aufweist. Eine nett anzuschauende, gut fotografierte und ausgestattete Liebesgeschichte nach dem Vorher-Nachher-Prinzip.“

David Nusair schrieb auf Reel Film Reviews, die erste halbe Stunde wirke wie eine „typische romantische Komödie“. Die Botschaft des Films sei „pessimistischer“ als sie es sein könne. Das Spiel der Hauptdarsteller sei „einnehmend“.
Die Zeitschrift TV direkt 6/2007 schrieb, der Film „ertrinke im Kitsch“.

## Hintergrund
Der Film wurde in London, dem britischen Lake District und in Los Angeles gedreht. Er hatte seine Weltpremiere am 23. Januar 2004 auf dem Sarasota Film Festival. In Deutschland wurde er im Jahr 2005 auf DVD veröffentlicht.